# Mine de Black Lake
La mine de Black Lake est une ancienne mine à ciel ouvert d'amiante située au Québec près de la ville de Black Lake.

## Historique
La mine a été ouverte en 1958, elle a été inaugurée par Maurice Duplessis. Elle ferme en 2012. Depuis cette date, un programme de renaturation du site est en cours : 215 hectares ont été revégétalisés et 10 000 arbres ont été plantés,. Les montagnes de résidus miniers font l'objet d'une tentative de valorisation par récupération de métaux stratégiques.